# Estació de Llíria
L'Estació de Llíria és una de les estacions del metro de València. És el terminal nord de la línia 2. L'Estació és arran de terra, a la mateixa entrada a la vila de Llíria des de la CV-50, al carrer de Juan Izquierdo.
| Procedència/Destinació | <              | Línia | >          | Procedència/Destinació |
| ---------------------- | -------------- | ----- | ---------- | ---------------------- |
| Llíria                 | fi de trajecte |       | Benaguasil | Torrent Avinguda       |